# 西口彰事件
西口彰事件（にしぐちあきらじけん）とは、1963年（昭和38年）10月から1964年（昭和39年）1月にかけて起きた連続殺人事件で、「戦後最悪の連続殺人」と言われることもある。

## 概要
前科4犯の西口 彰（にしぐち あきら、1925年〈大正14年〉12月14日、キリスト教カトリックの家庭に生まれる）が1963年10月に2人を殺害し、その後、1964年1月3日に逮捕されるまで逃亡を続け、大学教授や弁護士などを騙って計5人を殺害し、計80万円を詐取した。熊本では弁護士を装って教戒師・古川泰龍の家に押し入ったが、当時小学5年生（10歳とも11歳とも言われる）だった古川の娘が正体を見抜き、警察に通報することにより逮捕につながった。
警察の要職を歴任した高松敬治は、自著で「全国の警察は、西口逮捕のために懸命な捜査を続けたが、結果的には全国13万人余の警察官の目は幼い一人の少女の目に及ばなかった」と述べている。

## 最初の殺人から逮捕までの経緯
福岡県での2人殺害
1963年10月18日、福岡県京都郡苅田町提の国鉄（現在の九州旅客鉄道）日豊本線苅田駅西側の山道で専売公社職員が殺害されているのが発見された。同日、田川郡香春町の仲哀峠では運転手が殺害されているのが発見される。
目撃者の証言などから詐欺や窃盗で前科4犯だった西口（当時37歳）が浮上。福岡県警は全国指名手配にする。
逃走
西口は佐賀で自分が指名手配されているのを知る。瀬戸内海の連絡船で靴をおいて書置きを残して投身自殺を偽装するが、警察は偽装と判断。西口は神戸・大阪・京都・名古屋と逃亡する。
静岡県浜松市で2人殺害
11月、静岡県浜松市で旅館の経営者親子を殺害。
弁護士を騙り逃走
12月頃から弁護士を騙るようになる。その後も、千葉県・北海道・東京都・栃木県で金を詐取。
東京都豊島区で弁護士を殺害
同年12月29日、弁護士を殺害。
熊本県で逮捕
1964年1月2日、西口は東京の弁護士を騙って、熊本県玉名市の冤罪事件防止に取り組む教誨師で僧侶の古川泰龍宅を訪問する。その時西口はあらかじめ奪ってあった弁護士バッジを着けていた。しかし、当時小学5年生だった古川の娘が、同級生の名前と似ていたため指名手配写真で西口のことを覚えており、すぐに指名手配犯の西口だと気付く。古川宅で西口は偽名を使い弁護士と名乗っていたが、弁護士団体の名前や自身が卒業したとする東京大学の著名な法学部教授の名前を知らないなど、次第に弁護士としての基礎知識に欠けていることが露見し、警察に通報。
同年1月3日。熊本県玉名温泉で逮捕された。

## 裁判
西口は殺人5件、詐欺10件、窃盗2件で起訴された。裁判では検察の論告で「史上最高の黒い金メダルチャンピオン」、地裁の判決文では「悪魔の申し子」と形容された。
- 1964年 - 検察は西口に死刑を求刑。
- 1964年12月23日 - 福岡地裁小倉支部で死刑判決が言い渡された。
- 1965年（昭和40年）8月28日 - 福岡高裁で控訴棄却の判決。
- 1966年（昭和41年）8月15日 - 上告を取り下げ、死刑が確定。
- 1970年（昭和45年）12月11日 - 福岡拘置所で西口の死刑が執行された（44歳没）。

## 影響
戦後の自動車普及と道路整備によって犯行が広範囲に及ぶ凶悪事件が引き起こされることが多くなった。また、交通網が整備されたことで犯人が遠方まで逃亡・逃走しやすくなり、各都道府県警の間での協力が万全では無かったことから事件解決が難しくなった。以上の事情をふまえ、警察庁は「広域重要事件特別捜査要綱」を策定し、警察庁広域重要指定事件を指定して対処することとした。

## 関連作品
- 佐木隆三著『復讐するは我にあり』（1975年初版）（榎津巌（同作中で西口彰に該当する人物）役）映画（1979年）版：緒形拳、ドラマ（1984年）版：根津甚八、ドラマ（2007年）版：柳葉敏郎
- 『戦後猟奇犯罪史』（1976年東映、牧口雄二監督）西本明（同作中で西口彰に該当する人物）役：室田日出男
- 『実録犯罪史シリーズ 恐怖の二十四時間 連続殺人鬼西口彰の最期』（フジテレビ系、1991年9月6日放送）西口彰役：役所広司
- 『Mr.サンデー特別版・新証言&極秘資料入手『東京オリンピックと世紀の大犯罪』～追跡！封印された死刑囚たちの"正体"～』（フジテレビ系、2014年10月12日放送）西口彰役：陣内智則

その他、松竹映画が西口彰を題材にした映画（タイトルは仮題・『国民の目』）の制作を計画したが、西口の家族より反対意見が出され、さらに法務省人権擁護局からも「制作は控えて欲しい」と要望書が提出されたこともあり、1964年2月16日に正式に映画化断念を発表した。